# Phyllocnistis baccharidis
Phyllocnistis baccharidis là một loài bướm đêm thuộc họ Gracillariidae, known from Argentina. Ấu trùng ăn một loài chưa xác định của Baccharis.